# MTV Europe Music Awards/MTV Urban
Der MTV Europe Music Awards for MTV Urban wurde zwischen 2007 und 2009 vergeben.  Er basiert auf der Show MTV Urban, die auf MTV Europe lief und sich vor allem um Black-Music- und Hip-Hop-Künstler drehte.

## Nominierte und Gewinner
| Jahr              | Künstler | EN |
| ----------------- | -------- | -- |
| 2007              |          |    |
| Rihanna           | [ 1 ]    |    |
| Beyoncé           | [ 1 ]    |    |
| Gym Class Heroes  | [ 1 ]    |    |
| Timbaland         | [ 1 ]    |    |
| Justin Timberlake | [ 1 ]    |    |
| Kanye West        | [ 1 ]    |    |
| 2008              |          |    |
| Kanye West        | [ 2 ]    |    |
| Beyoncé           | [ 2 ]    |    |
| Chris Brown       | [ 2 ]    |    |
| Alicia Keys       | [ 2 ]    |    |
| Lil Wayne         | [ 2 ]    |    |
| 2009              | [ 2 ]    |    |
| Jay Z             | [ 3 ]    |    |
| Ciara             | [ 3 ]    |    |
| Eminem            | [ 3 ]    |    |
| Kanye West        | [ 3 ]    |    |
| T.I.              | [ 3 ]    |    |